# نويل كوكس
نويل كوكس (بالإنجليزية: Noel Cox)‏ هو سياسي أمريكي، ولد في 5 أبريل 1911 في الولايات المتحدة، وتوفي في 2 أكتوبر 1985. حزبياً، نشط في الحزب الجمهوري. وقد انتخب عضو مجلس ولاية ميزوري.